# Roche-à-Bateau
 (décembre 2023).
Si vous disposez d'ouvrages ou d'articles de référence ou si vous connaissez des sites web de qualité traitant du thème abordé ici, merci de compléter l'article en donnant les références utiles à sa vérifiabilité et en les liant à la section « Notes et références ».
Roche-à-Bateau (Wòchabato en créole) est une commune d'Haïti située sur la Côte sud du pays dans le département du Sud et de l'arrondissement des Côteaux.

## Démographie
La commune est peuplée de 16 727 habitants(recensement par estimation de 2009).

## Administration
La commune est composée des sections communales de :
- Beaulieu (comprenant le quartier de Rosiers et le quartier de Carpentier)
- Renaudin
- Beauclos.

Maire actuel élu en 2006: Emmanuel Claude.

## Personnalités liées à cette commune
- L'ancien président d'Haïti, Jean Bertrand Aristide, dont le père est originaire de Anse-à-Drick, localité proche de Beaulieu.
- Economiste , Richardson Lysius